# Magu-Kamkam-Kila jezici
Magu-Kamkam-Kila jezici, malena skupina nigersko-kongoanskih jezika koja čini jednu od četiri jezične podskupine mambila-konja. Rašireni su na području Nigerije u državi Taraba. Govore ih oko 3.500 ljudi, a najvažniji među njima je mbongno. 
Predstavnici su: mbongno [bgu] (3.000; Blench and Connell 1999); mvanip [mcj] (100; Blench and Connell 1999); ndunda [nuh] (350; Blench and Connell 1999); i gotovo nestali somyev [kgt] (18; 2000 B. Connell).

## Vanjske poveznice
- Ethnologue (14th)
- Ethnologue (15th)